# Józef Lange
Józef Lange (ur. 16 marca 1897 w Warszawie, zm. 11 sierpnia 1972 tamże) – polski kolarz torowy, zawodnik Warszawskiego Towarzystwa Cyklistów (WTC 1886) i Legii Warszawa, olimpijczyk.

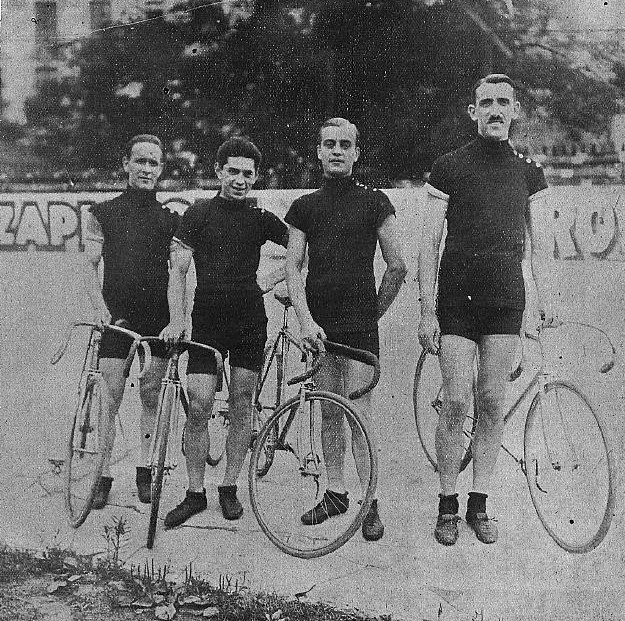
Od lewej Stanisław Podgórski, Józef Oksiutycz, Józef Lange, Franciszek Szymczyk (4 lipca 1925)

## Życiorys
Z wykształcenia mistrz garbarski. Mistrz Polski w wyścigu szosowym w 1921. Na Igrzyskach Olimpijskich w Paryżu 1924 zdobył srebrny medal na 4000 m drużynowo (z Janem Łazarskim, Tomaszem Stankiewiczem i Franciszkiem Szymczykiem), ponadto zajął 5. miejsce na 50 km (przegrywając ze zwycięzcą, Holendrem Jacobusem Willemsem, o kilka metrów).
4 lipca 1925 na torze w Dynasach drużyna w składzie Franciszek Szymczyk, Józef Lange, Stanisław Podgórski, Józef Oksiutycz ustanowiła rekord świata w biegu drużynowym na 4000 m czasem 5 minut 9 sekund.
Na igrzyskach w Amsterdamie 1928 podzielił 6-7. miejsce na 1000 m ze startu zatrzymanego, a w konkurencji 4000 m drużynowo Polacy (obok niego Józef Oksiutycz, Alfred Reul i Jan Zybert) odpadli w ćwierćfinale. 
Został pochowany w grobowcu rodzinnym na cmentarzu Powązkowskim w Warszawie (kwatera 32 wprost-2-11,12).

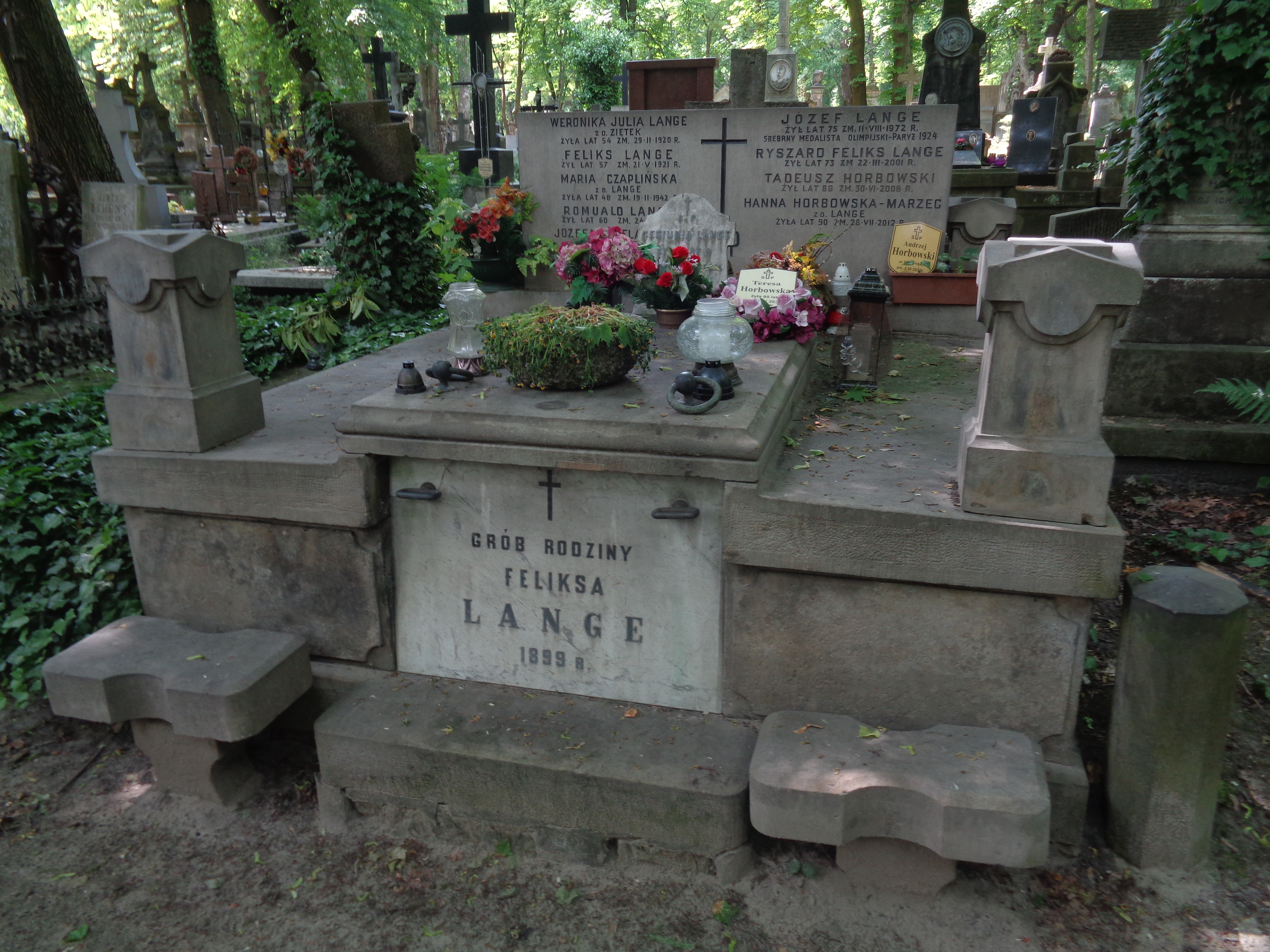
Grób Józefa Lange

## Ordery i odznaczenia
- Medal Niepodległości (13 września 1933)[4][5]
- Srebrny Krzyż Zasługi (19 marca 1931)[6]